# Сапатюк Михайло Михайлович
Михайло Михайлович Сапатюк (12 березня 1925, Прага — 20 листопада 2000, Ужгород) — український живописець; член Спілки радянських художників України з 1963 року.

## Біографія
Народився 12 березня 1925 року в місті Празі (нині Чехія). У 1943 році закінчив художню студію при гімназії в Празі, де навчався у І. Паливоди, А. Навотні, М. Гай-Гаєвського. З 8 жовтня 1944 року по 30 квітня 1945 року воював у складі радянської десантної групи на території Словаччини. Служив у загоні партизанського з'єднання «Авангард». Нагороджений орденом Вітчизняної війни II ступеня (6 квітня 1945).
Після війни працював у театрі у Львові, потім муздрамтеатрі Ужгорода. З 1948 року — художник Закарпатських художньо-виробничих майстерень. Мешкав в Ужгороді в будинку на вулиці Польовій, № 7. Помер в Ужгороді 20 листопада 2000 року.

## Творчість
Працював у галузі станкового живопису у жанрі пейзажу. Серед робіт:
- «Закарпатське село» (1955);
- «Останній сніг» (1957);
- «Зима» (1962);
- «Будівництво газопроводу в Карпатах» (1974);
- «Лінія Арпада впала» (1974),
- «Зимовий вечір» (1980);
- «Весняний день» (1981);
- «Карпати» (1981);
- «Ужгород. Стара Підградська вулиця» (1989).

Брав участь у республіканських виставках з 1957 року. Персональні виставки вібулися в Ужгороді у 1969, 1975, 1995 роках; Львові у 2001 році.
Окремі роботи художника зберігаються колекції Закарпатського обласного художнього музею імені Йосип Бокшая.